# 李宁 (1962年11月)
李宁（1962年11月—），男，汉族，安徽萧县人，中华人民共和国政治人物。西北政法学院法律系法律专业本科毕业。

## 生平
1979年9月，在西北政法学院法律系法律专业学习。1983年8月参加工作，任青海省西宁市中级人民法院书记员。1987年4月，任青海省政府法制局干事、副主任科员、主任科员、副局长、副处长、处长。1992年10月加入中国共产党。2000年7月，任青海省政府法制办副主任。2000年12月，任青海省工商局副局长。2002年12月，任青海省政府法制办主任。2004年3月，任青海省政府副秘书长、法制办主任。2009年3月，任青海省政府法制办主任。2012年6月，任青海省高级人民法院党组副书记。2012年7月，任青海省高级人民法院副院长、党组副书记。
2016年1月，接替王田海任云南省人民检察院检察长。
2016年1月29日，云南省第十二届人大常委会第二十四次会议补选为第十二届全国人民代表大会代表。2018年2月24日，当选为第十三届全国人大代表。